# Opel Campo
 Ikke at forveksle med Opel Combo.
Opel Campo var en pickup bygget mellem 1992 og 2001. Bilen var baseret på Isuzu Faster TF og blev den første tid solgt som Isuzu Campo. Modellen blev bygget af IBC Vehicles, senere GM Manufacturing Luton.
Ligesom sine konkurrenter (Toyota Hilux, Nissan PickUp, Mitsubishi L200 og Mazda B-serien) fandtes Campo med tre forskellige karrosserier: Som todørs med to siddepladser, som todørs med to siddepladser samt en kun til kortere strækninger beregnet anden sæderække (Sportscab) samt som firedørs med rigtigt bagsæde (Mandskabskabine). I 1997 fik Campo et facelift, og modellen blev bygget for Holden under navnet Holden Campo. Kort før Campo udgik af produktion lavede Opel i 2001 en specialmodel, "Limited Edition". Standard var tofarvet lakering, el-ruder, el-spejle og klimaanlæg. "Limited Edition" fandtes kun som mandskabskabine med firehjulstræk med 3,1-liters turbodiesel eller effektøget 2,5-liters turbodiesel med intercooler.
Motorprogrammet bestod af dieselmotorer (2,5 D 76/100 hk og 3,1 TD 109 hk) samt en benzinmotor (2,3 94 hk). Sportscab og mandskabskabine kunne fås med firehjulstræk og havde derudover en reduktionsgearkasse og manuelle eller automatiske friløbsnave. 3,1 TD fandtes kun med firehjulstræk.